# باشگاه امپراتور
باشگاه امپراتورها (انگلیسی: The Emperor's Club) یک  درام تاثیر گزار به کارگردانی مایکل هافمن و محصول سال ۲۰۰۲ کمپانی یونیورسال است و داستان یک دبیر تاریخ با دانش آموزانش را روایت می کند.
در این فیلم لوحی از کتیبه شوتروک ناهونته پادشاه ایلام باستان بالای درب کلاس نصب شده است و داستان اصلی فیلم با خواندن آن شروع می شود و به پایان می رسد.

## بازیگران
- کوین کلاین در نقش ویلیام هاندرت
- امبت دیویتس در نقش الیزابت
- امیل هرش در نقش سجویک بل
- جوئل گرچ در نقش سجویک بزرگسال
- راب مورو در نقش جیمز الربی
- ادوارد هرمان در نقش وودبریج
- هریس یولین در نقش سناتور هیرام بل
- پل دینو در نقش مارتین بلایت
- استیون کالپ در نقش مارتین بزرگسال